# Баржанский, Владимир Осипович
Владимир Осипович Баржанский (1 [13] декабря 1892, Одесса, Российская империя — 4 марта 1968, специальный район Ота, Токио, Япония) — живописец, график.

## Биография
Был младшим сыном производителя часов и ювелирных украшений, oдесского купца 2-й гильдии Иосифа Самуиловича Баржанского (1851 — ?) и Фримы (Фани) Лейб-Герцовны Баржанской (урождённой Гринберг, 1860—?), дочери маякского мещанина, заключивших брак в Одессе 21 октября 1879 года. У него были старшие брат Леон (1880—?) и сестра Ида (1883). Магазин ювелирных, золотых и серебряных изделий И. С. Баржанского располагался на Дерибасовской улице, дом № 31. С 1914 по 1915 годы учился в Одесской консерватории по классу фортепиано у профессора Б. И. Дронсейко-Миронович. Живописи учился в школе Гагариной, участвовал в выставке Общества независимых художников в 1918 году.
В эмиграции первоначально жил в Париже. Его рисунки были опубликованы в «Gazette du Bon Ton», «Comoedia Illustré» и других парижских изданиях. Наиболее известные работы — портреты М. Кузнецовой, Т. Гамсахурдиа и А. Демидова, П. Дюваль. Был близким другом Филиппа де Ротшильда. В 1921 и 1922 годах участвовал в Осенних салонах.
Был заподозрен в шпионаже в пользу СССР и в начале 1938 года был выслан из Франции, после чего 13 июня 1941 года прибыл в США. Получил гражданство США 12 декабря 1946 года.
Работал в Голливуде. В 1966 году художественная коллекция Баржинского была распродана через аукцион Кристис. Умер в 1968 году во время поездки в Японию.

### Семья
- Племянник — Адольф (Абрам) Соломонович Баржанский (1851—1900), пианист и композитор.
- Двоюродный брат — Михаил Адольфович (Абрамович) Баржанский (1880—1932)[4], пианист и музыкальный педагог.
- Двоюродный брат — Сергей Адольфович (Абрамович) Баржанский (1883—1940)[5], виолончелист, в честь которого был названа виолончель Баржанский Страдивариус[англ.].
- Троюродный брат — Александр Михайлович Баржанский (1883—1946), виолончелист, был женат на скульпторе Екатерине Львовне Баржанской (урождённая Константиновская) (1890—1965).